# 察哈尔特别区
察哈尔特别区，中华民国已撤销的特别区。
1914年6月以直隶省口北道（张北、独石、多伦3县）和绥远都统（设兴和道，辖丰镇、兴和、凉城、陶林4县）、察哈尔左翼四旗与右翼四旗各旗牧厂、达里冈崖商都各牧厂、锡林郭勒盟设置。治所在张北县（今河北张家口市）。辖境相当今河北省西北部及内蒙古自治区锡林郭勒盟。1914年7月，兴和道(丰镇、兴和、凉城、陶林4县）划回绥远特别区。1928年撤销，改置察哈尔省。
后设察东镇守使、察西镇守使。